# 惠蒂爾學院

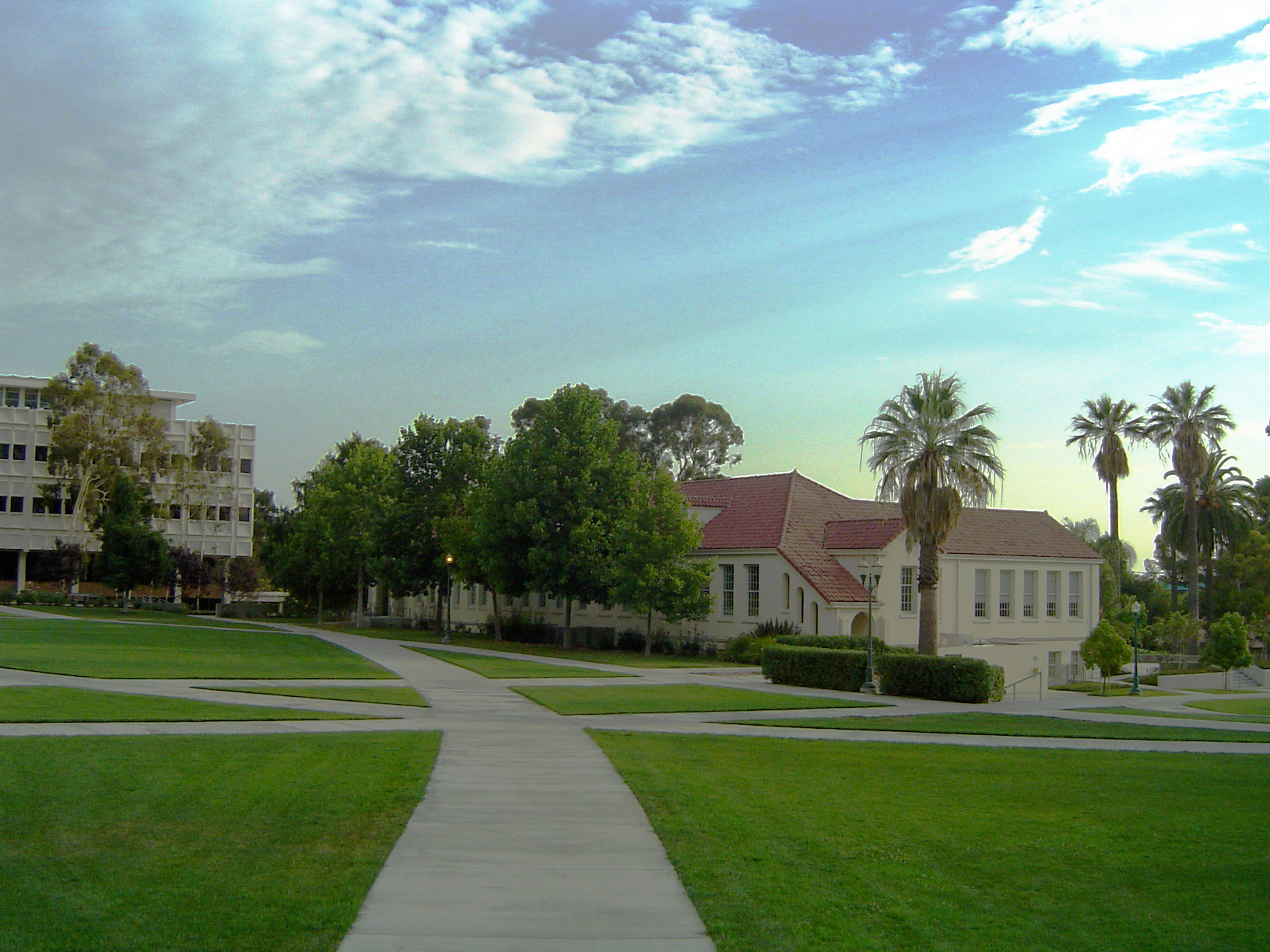
校園一景

惠蒂爾學院（英語：Whittier College）是位於美國加利福尼亞州洛杉磯縣惠提爾的一所私立文理學院，2015年《美国新闻与世界报道》將其排在全美文理學院中的第133位。 該大學創立於1887年，包括美國前總統理查德·尼克松在內的許多美國名人是該校校友。

## 外部連結
- 官方网站
- Official Athletics Website
- KPOETradio student radio station （页面存档备份，存于）

33°58′41″N 118°01′47″W / 33.97809°N 118.02960°W